# Henares (metrostation)
Henares is een metrostation in de gemeente San Fernando de Henares. Het station werd geopend op 5 mei 2007 en wordt bediend door lijn 7 van de metro van Madrid.